# La Tallada
La Tallada o Tallada (en catalán y oficialmente desde 1981 La Tallada d’Empordà) es un municipio español de la provincia de Gerona, Cataluña. Situado en la comarca del Bajo Ampurdán, a la izquierda del río Ter y en el límite con la del Alto Ampurdán. Está formado por las entidades de Canet de la Tallada, Marenyà, la Tallada d'Empordà y Tor.

## Demografía
La Tallada cuenta con una población de 478 habitantes (INE 2024).

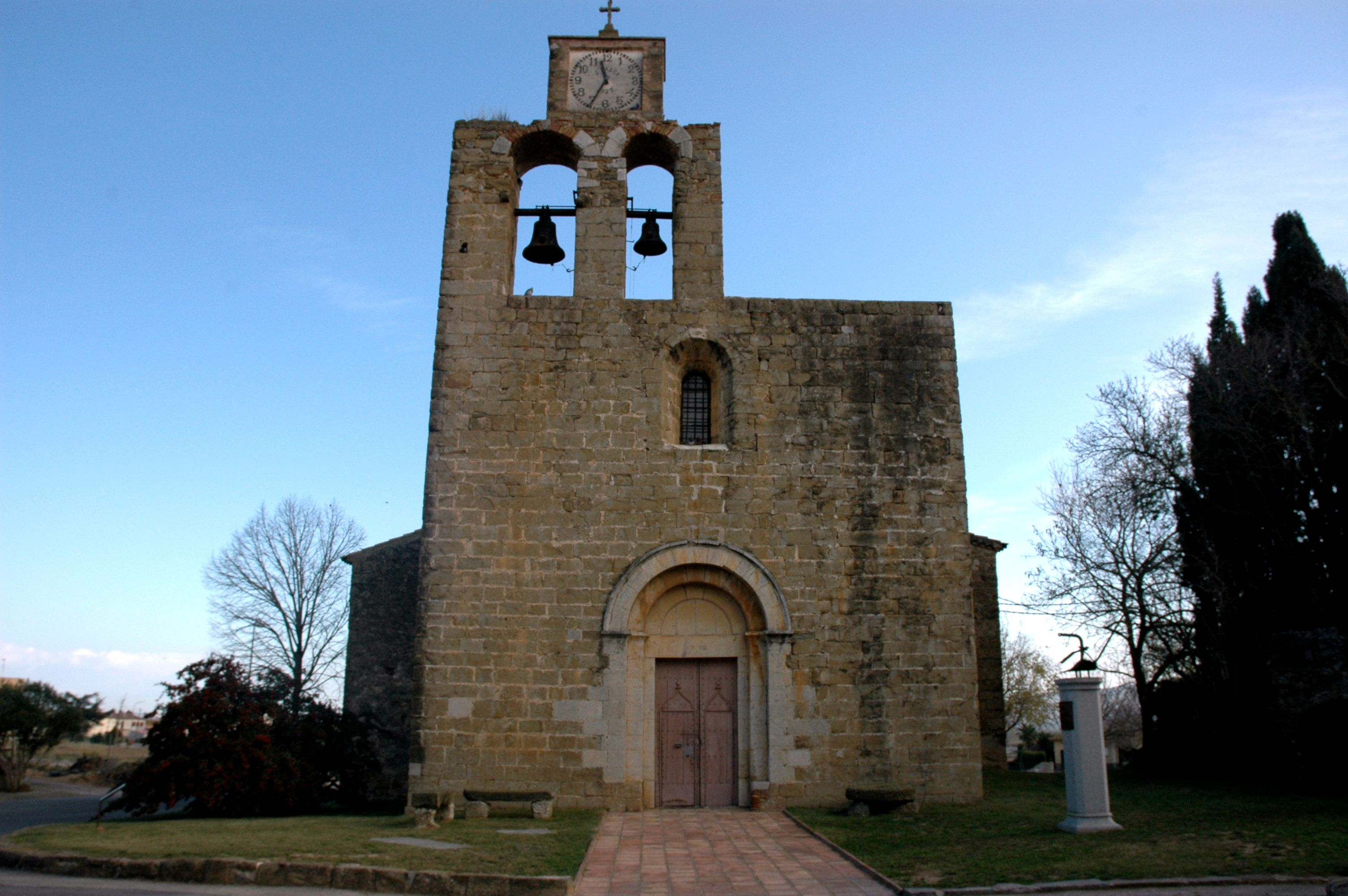
Iglesia de Santa María de la Tallada

| Gráfica de evolución demográfica de La Tallada entre 1842 y 2021 |
| |
| Población de derecho según los censos de población del INE Población de hecho según los censos de población del INEEn estos censos se denominaba Tallada, La: 1842, 1857, 1860, 1877, 1887, 1897, 1900, 1910, 1920, 1930, 1940, 1950, 1960, 1970 y 1981 Entre el censo de 1857 y el anterior, crece el término del municipio porque incorpora a Canet de Verges y Mareña |

## Lugares de interés
- Restos del castillo medieval (castillo de la Tallada).
- Iglesia parroquial de Santa María, fortificada con una torre circular, ss. XII-XIV.
- Iglesia de San Esteban, en Mareñá.